# Ole Worm (1667-1708)
Ole Worm (født 6. oktober 1667 i København, død 28. april 1708) var en dansk professor. Han var ældste søn af justitiarius Willum Worm, bror till biskop Christen Worm og far til digteren Willum Worm.
Worm blev 6 år gammel sat i hovedstadens latinskole, hvorfra han 1685 dimitteredes til universitetet. Allerede 1688 udnævntes han, kun 20 1/2 år gammel, til professor philosophiæ ved universitetet med ret til at rykke op i det medicinske fakultet – et iøjnefaldende eksempel på, hvad den Wormske slægt formåede at sætte igennem for sine egne. Først måtte Worm dog føre sine studier, særlig i lægevidenskaben, videre, og han rejste i den anledning straks udenlands; gennem en del af Tyskland og Nederlandene kom han i november 1689 til Leiden, hvor han studerede i 2 år, indtil han 1691 blev kaldt hjem for at overtage den ledige post som professor eloqventiæ; ved sin faders død overtog han dennes medicinske lærestol; fra 1697 var han tillige nogle år professor i latin og historie ved Det ridderlige Akademi, indtil svagelighed nødte ham til at nedlægge dette embede. Gift 19. december 1694 med Drude Cathrine Foss (død 1727, begraven 23. august, 54 år gammel), eneste datter af rektor i København, magister Jacob Foss og Dorthe Brochmand. Worms bidrag til litteraturen er uden videre betydning.